# (1108) Demeter
(1108) Demeter ist ein Asteroid des Hauptgürtels, der am 31. Mai 1929 von dem deutschen Astronomen Karl Wilhelm Reinmuth an der Landessternwarte Heidelberg-Königstuhl der Universität Heidelberg entdeckt wurde.
Der Asteroid nach der griechischen Göttin Demeter benannt.